# Georges Abrial
Georges Abrial (Parijs, 1898 – Vauville, 1970) was een vroege Franse vliegtuigbouwer. Nadat hij afgestudeerd was aan St Cyr Aeronautical Institute werkte hij voor Léon Levavasseur en deed pionierswerk voor wat betreft staartloze vliegtuigen. Tijdens de jaren '20 ontwierp hij verscheidene zweefvliegtuigen, tot hij in de jaren 30 colleges ging geven en hij ook invloedrijk werd in de Franse zweefvliegbeweging. 
Na de Tweede Wereldoorlog bleef hij nog steeds actief in het promoten van het zweefvliegen, niet alleen in Frankrijk, maar ook in Frans Afrika. 
In 1954 kwam hij terug om met de A-13 "Buse" verder te werken aan zijn staartloze vliegtuigontwerpen. Dit zweefvliegtuig is echter nooit gebouwd. 

## Vliegtuigontwerpen
- Abrial A-2 Vautour
- Abrial A-3 Oricou
- Abrial A-12 Bagoas
- Abrial A-13 Buse